# Фриганизм

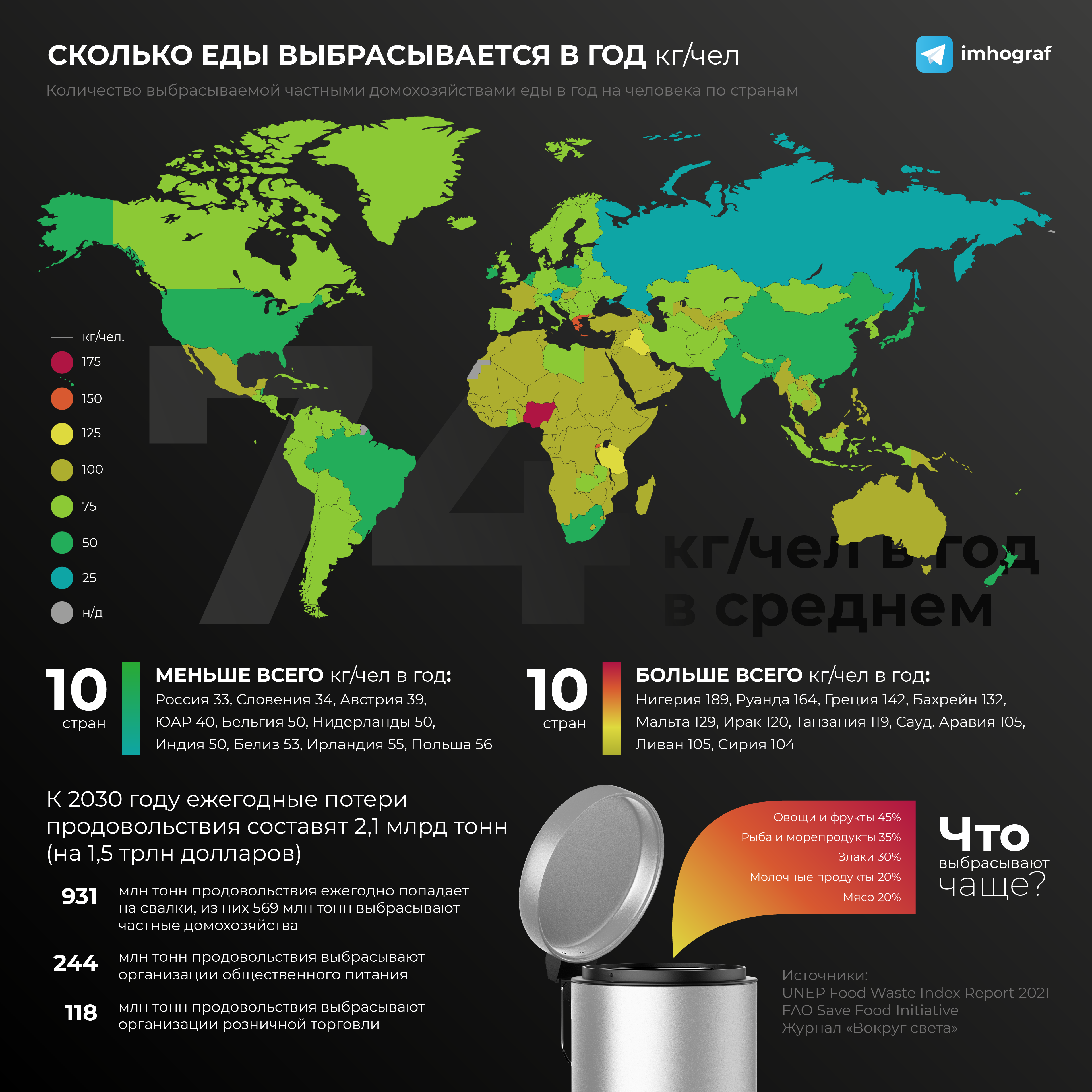
Количество выбрасываемой еды в мире в год на человека по странам

Фригани́зм (англ. freeganism от free — «свободный, бесплатный» и vegan — «веганизм») — это идеология ограниченного участия в традиционной экономике и минимального потребления ресурсов, в частности, путём восстановления потерянных товаров, таких как продукты питания. В качестве источника продуктов питания и других материальных благ фриганы используют свалки, мусорные контейнеры и т. п. В отличие от бездомных и нищих, фриганы поступают так по идейным соображениям, для устранения вреда от чрезмерного потребления в экономической системе, нацеленной на прибыль более, чем на заботу, для гуманного рационального использования ресурсов планеты: экономии средств, чтобы хватало на нужды всех. В узком смысле фриганизм есть одна из форм антиглобализма.
Наибольшего расцвета движение фриганов достигло в Швеции, США, Бразилии, Южной Корее, Великобритании и Эстонии. В России нет сколько-нибудь заметной тенденции к фриганизму как сознательному экстремальному ограничению в потреблении благ. Идея фриганизма довольно распространена среди последователей панк-культуры.

## Этимология названия
Термин «фриган» появился в середине 1990-х годов. Автором термина, судя по всему, является Уоррен Окс, ударник группы Against Me!, который в 1999 году написал манифест фриганов — памфлет «Почему фриган?». Слово freegan происходит от слова vegan — так себя называют радикальные вегетарианцы. Это связано с тем, что большинство фриганов также поддерживают основные положения движения веганов.

## Предпосылки возникновения

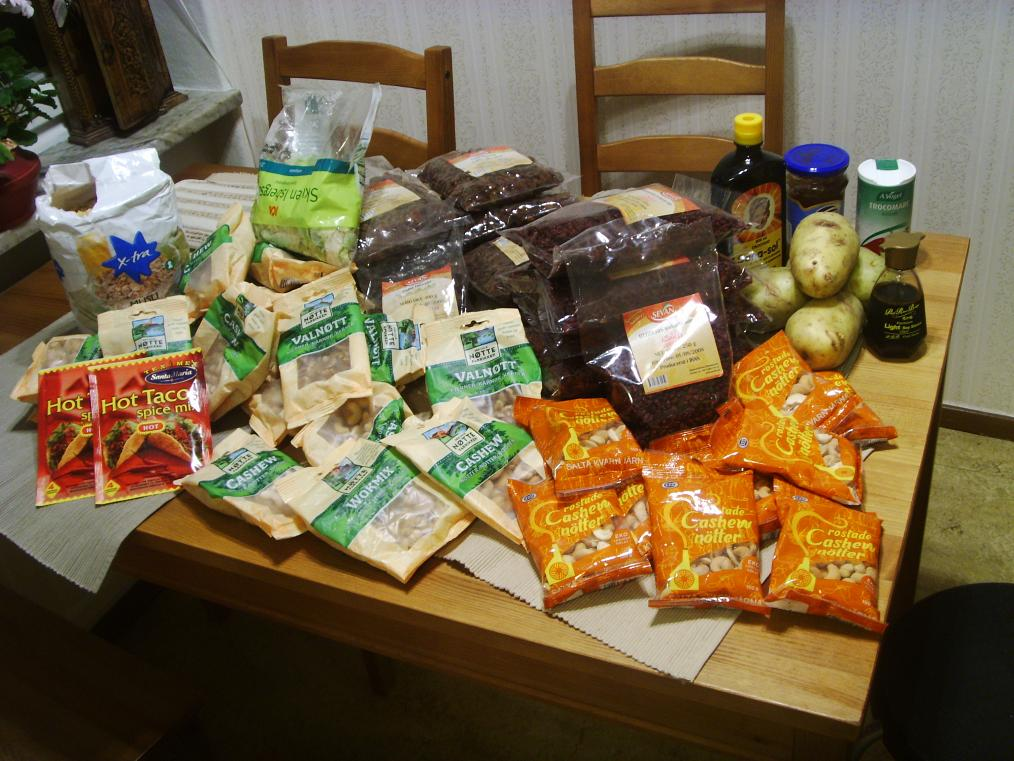
Продукты, пригодные к употреблению, найденные на свалках Стокгольма

Самыми ранними предтечами явились организация Food Not Bombs, а также анархистская труппа уличных артистов Diggers, которая существовала в шестидесятых в Сан-Франциско и принципиально не покупала пищу и не пользовалась платными социальными сервисами. По мнению Боба Торреса, профессора социологии Университета Св. Лаврентия в Кантоне, штат Нью-Йорк, движение фриганов стало настолько популярным из-за растущей в обществе фрустрации, связанной с неудачами экологического «мейнстрима». Торрес указывает на то, что «зелёные» не всегда задумываются, сколько природных ресурсов требуется для производства тех натуральных экологически чистых продуктов, которые они употребляют.
В развитых странах из-за перепроизводства часто наименее убыточным способом реализации продукции является отправка её на свалку. Например, хозяину магазина проще (дешевле) выбросить целый ящик с яблоками, чем нанять человека, который будет отсортировывать некачественные плоды. Из-за высокого процента пригодности к употреблению выбрасываемой продукции некоторые люди предпочитают найти необходимые блага, чем приобрести их, как из прагматических, так и из экологических соображений. По некоторым данным, на помойку выбрасывается от 30 до 50 % пригодных в пищу продуктов и блюд.
Особенно фриганизм популярен в Европе и США. Популяризатором фриганизма в Америке является Адам Вайсман, создатель сайта www.freegan.info.

## Идеология фриганизма
Как говорит Вайсман, фриган стремится противопоставить себя обществу потребления, основанному на конкуренции, имморализме, конформизме и жадности. Поэтому фриган должен потреблять лишь необходимый минимум, помогать другим и быть щедрым.
Основная цель фриганов — минимизировать или вообще исключить свою финансовую поддержку корпораций и остановить тем самым глобализацию мировой экономики, дистанцироваться максимально от общества бесконтрольного потребления.
Обычно они употребляют в пищу те продукты, что были забракованы перед поступлением в супермаркеты и выброшены на помойку в свежем виде. Обычно эти продукты годны к употреблению в пищу, и причина того, что они оказались на помойке, в том, что один образец из партии оказался некондиционным. Многие из них также одеваются в вещи, найденные на помойке, и имеют домашнюю утварь, также бракованную или выброшенную кем-то в контейнер в б/у состоянии. Часть найденных непродовольственных товаров они обменивают на блошиных рынках на нужные им вещи, не признавая денежных отношений.
У фриганов существуют свои законы, свой кодекс чести. Так, фриганы роются только в помойках супермаркетов и многоквартирных домов, всё то, что валяется на задворках частных домов, не подлежит использованию. Фриганы из соображений безопасности никогда не копаются в контейнерах с медицинскими отходами возле клиник.
Кодекс чести запрещает фриганам залезать в поисках добычи в контейнеры, находящиеся на закрытых территориях. Фриганы обязаны соблюдать чистоту возле мусорных ящиков, оставлять их в лучшем состоянии, чем они были до их визита, чтобы облегчить труд фриганам, которые туда придут следующими. Фриганы не должны забирать из ящиков документы или бумаги с какими-либо конфиденциальными записями, вмешательство в личную жизнь людей на основе находок из помойки категорически запрещается.

## Фриганизм и вегетарианство
Фриганизм возник на основе вегетарианства, но через некоторое время пошёл по своему пути. Часть фриганов является веганами, иные едят и рыбу, и мясо, но только то, что пропадёт, если не будет съедено. Такой путь фриганизма получил название «миганизм» («меганизм») (англ. meaganism от meat — «мясо» и vegan — «веганизм»), а фриганы, употребляющие в пищу продукты животного происхождения, — «меганы».